# Almenara (Hiszpania)
Almenara – gmina w Hiszpanii, w prowincji Castellón, w Walencji, o powierzchni 27,63 km². W 2011 roku gmina liczyła 6112 mieszkańców.